# Muschelhof
Muschelhof ist eine Wüstung auf dem Gemeindegebiet von Mistelgau im Landkreis Bayreuth in Oberfranken.

## Geografie
Die Einöde lag auf einer Höhe von 477 m ü. NHN am Fuße des Wachsteins 0,6 km südwestlich von Truppach.

## Geschichte
Muschelhof gehörte zur Realgemeinde Truppach. Gegen Ende des 18. Jahrhunderts bestand Muschelhof aus einem Anwesen. Die Hochgerichtsbarkeit stand dem bayreuthischen Stadtvogteiamt Bayreuth zu. Das Rittergut Truppach war Grundherr des Gütleins.
Von 1797 bis 1810 unterstand der Ort dem Justiz- und Kammeramt Bayreuth. Mit dem Gemeindeedikt wurde Muschelhof dem 1812 gebildeten Steuerdistrikt Truppach und der zugleich gebildeten Ruralgemeinde Truppach zugewiesen. Am 1. Mai 1978 wurde diese im Zuge der Gebietsreform in Bayern in die Gemeinde Eckersdorf eingegliedert.
Mit dem Gemeindeedikt (frühes 19. Jahrhundert) wurde Muschelhof dem Steuerdistrikt und der Ruralgemeinde Truppach zugewiesen. Die Gebäude wurden in der ersten Hälfte des 20. Jahrhunderts abgebrochen.

## Einwohnerentwicklung
| Jahr      | 001819 | 001822 | 001861 | 001871 | 001885 | 001900 | 001925 | 001950 |
| Einwohner | 5      | 7      | 7      | 5      | 7      | 4      | 4      | 0      |
| Häuser    |        | 1      |        |        | 2      | 1      | 1      | 0      |
| Quelle    | [ 5 ]  | [ 3 ]  | [ 6 ]  | [ 7 ]  | [ 8 ]  | [ 9 ]  | [ 10 ] | [ 11 ] |

## Religion
Muschelhof war evangelisch-lutherisch geprägt und nach St. Otto (Mengersdorf) gepfarrt.